# 轻纺市场

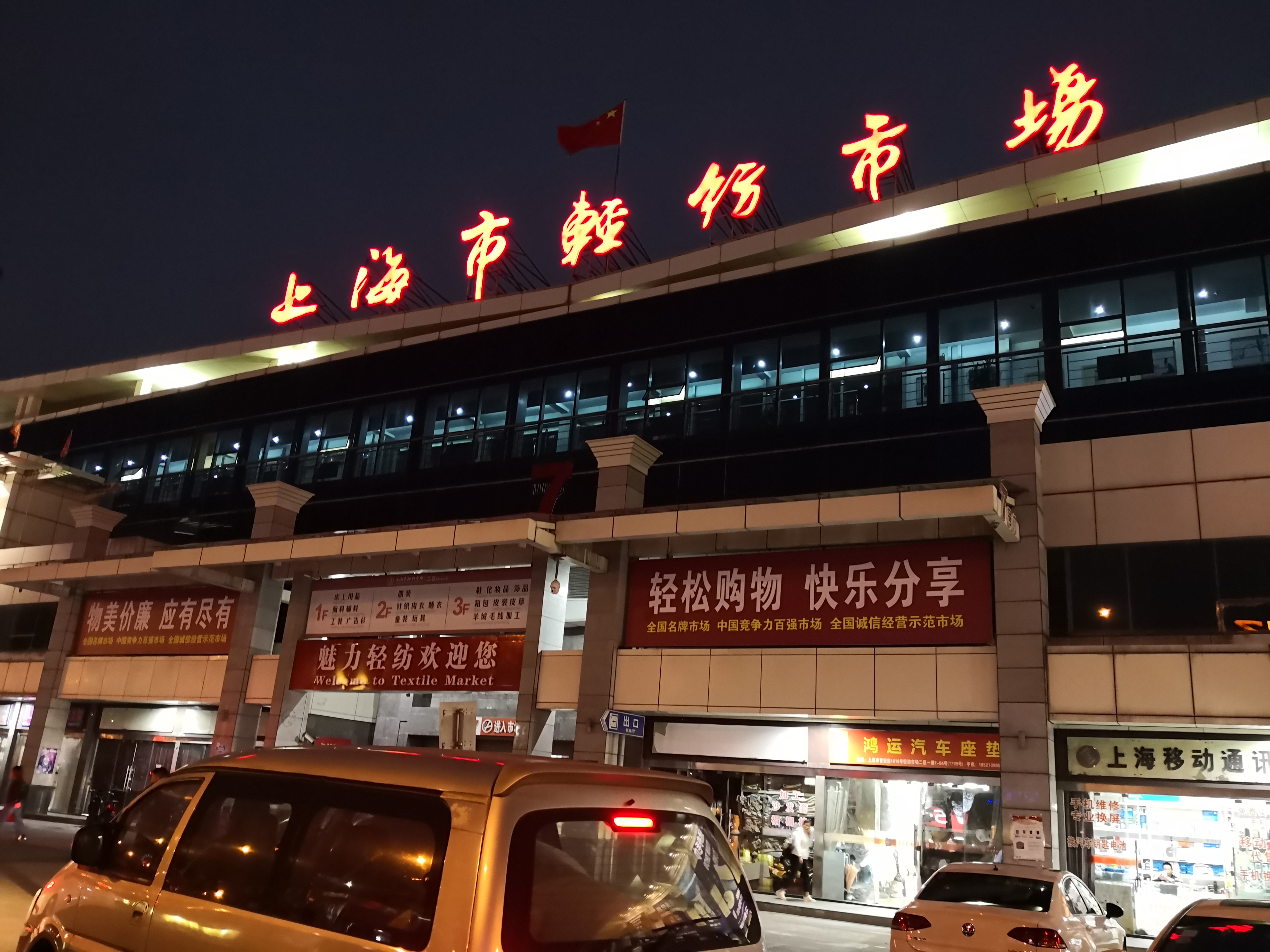
轻纺市场夜景

上海市轻纺市场是中華人民共和國上海市嘉定區江橋鎮曹安路的一個販賣服裝、面料、床上用品、鞋帽等商品的商場，轻纺市场佔地面積4.22公頃，建築面積55670平方米，於1995年9月15日開業。